# 虎口浦駅
虎口浦駅（ホグポえき）は大韓民国仁川広域市南洞区論峴洞にある、韓国鉄道公社（KORAIL）水仁・盆唐線の駅。駅番号はK263。

## 歴史
- 1967年6月5日 - 論峴駅（ノンヒョンえき）として開業。当時は臨時乗降場[1]。
- 1974年6月1日 - 廃止[2]。
- 2012年6月30日 - 水仁線再開業により開業[3]。
- 2020年9月12日 - 水仁線と盆唐線との直通運転に伴い当駅は水仁・盆唐線の駅となる。

## 駅構造

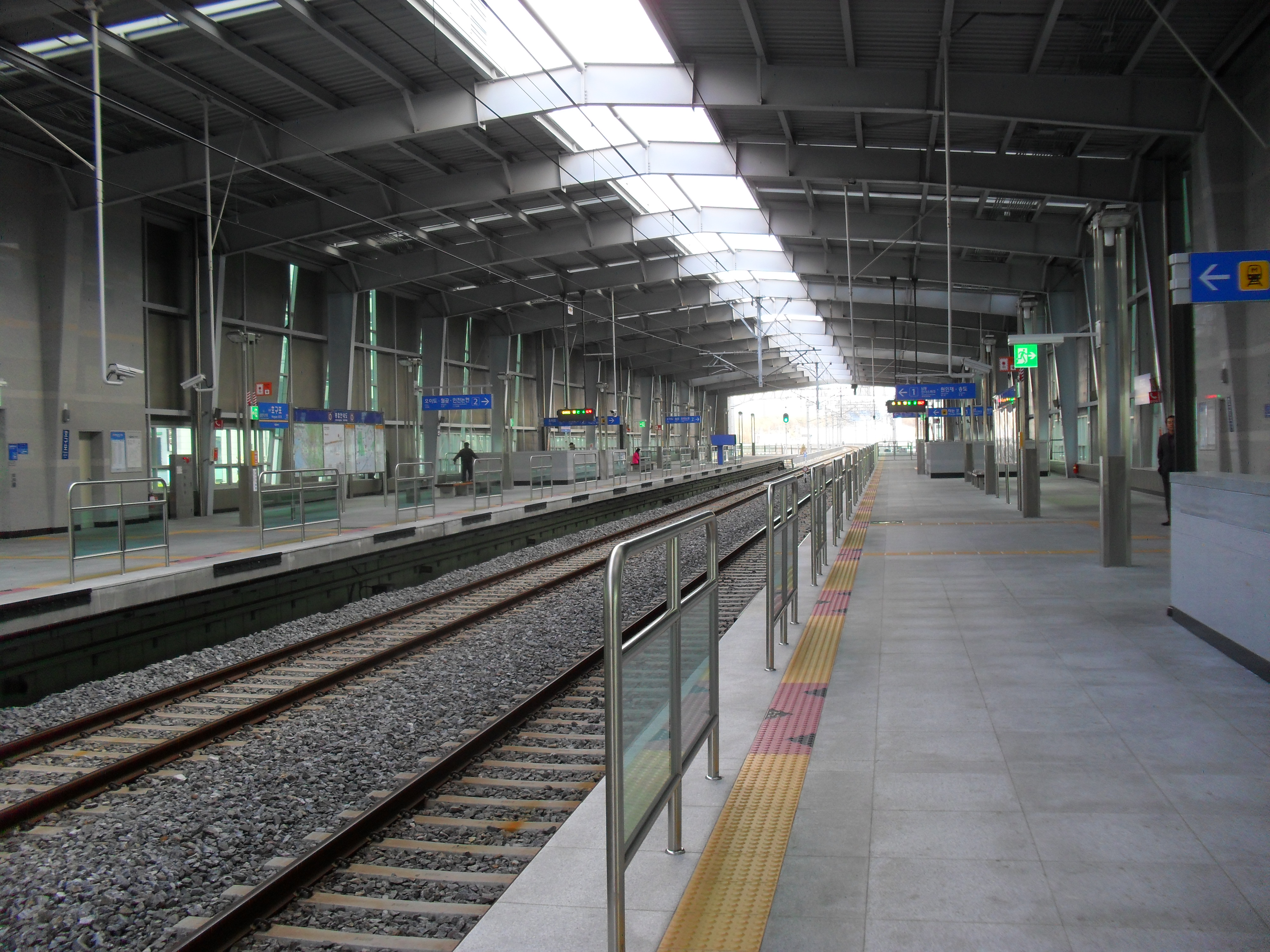
プラットホーム

相対式ホーム2面2線の高架駅。

### のりば
| 1 | 水仁・盆唐線 | 源仁斎・延寿・松島・仁川方面 |
| 2 | 水仁・盆唐線 | 仁川論峴・烏耳島方面         |

## 利用状況
近年の一日平均利用人員推移は下記のとおり。
なお、2012年は開業日の6月30日から12月31日までの185日間の平均である。
| 路線         | 路線     | 2010年 | 2011年 | 2012年 | 2013年 | 2014年 | 2015年 | 2016年 | 2017年 | 2018年 | 2019年 | 出典  |
| ------------ | -------- | ------ | ------ | ------ | ------ | ------ | ------ | ------ | ------ | ------ | ------ | ----- |
| 水仁・盆唐線 | 乗車人員 | 未開業 | 未開業 | 1,468  | 2,061  | 2,578  | 2,689  | 3,245  | 3,580  | 3,602  | 3,691  | [ 4 ] |
| 水仁・盆唐線 | 降車人員 | 未開業 | 未開業 | 1,468  | 2,114  | 2,674  | 2,777  | 3,307  | 3,595  | 3,589  | 3,665  | [ 4 ] |
| 路線         | 路線     | 2020年 | 2021年 | 2022年 |        |        |        |        |        |        |        |       |
| 水仁・盆唐線 | 乗車人員 | 2,782  | 3,202  | 3,612  |        |        |        |        |        |        |        |       |
| 水仁・盆唐線 | 降車人員 | 2,813  | 3,329  | 3,709  |        |        |        |        |        |        |        |       |

## 駅周辺
- CJ CGV仁川論峴
- 論峴砲台近隣公園
- 論峴砲台
- 韓国土地住宅公社 仁川地域本部
- 虎口浦近隣公園
- 仁川金融高等学校（朝鮮語版）

## 隣の駅
韓国鉄道公社
 水仁・盆唐線
急行
通過
緩行
仁川論峴駅 (K262) - 虎口浦駅 (K263) - 南洞インダスパーク駅 (K264)